# بخش ملرود
بخش ملرود (به سوئدی: Melleruds kommun) یک ناحیه شهری در سوئد است که در شهرستان وسترا گوتلاند واقع شده‌است.